# Saint-Vital
Saint-Vital – miejscowość i gmina we Francji, w regionie Owernia-Rodan-Alpy, w departamencie Sabaudia.
Według danych na rok 1990 gminę zamieszkiwały 454 osoby, a gęstość zaludnienia wynosiła 126 osób/km² (wśród 2880 gmin regionu Rodan-Alpy Saint-Vital plasuje się na 1186. miejscu pod względem liczby ludności, natomiast pod względem powierzchni na miejscu 1613.). 
Przez gminę przepływa rzeka Isère. 